# David W. Allan

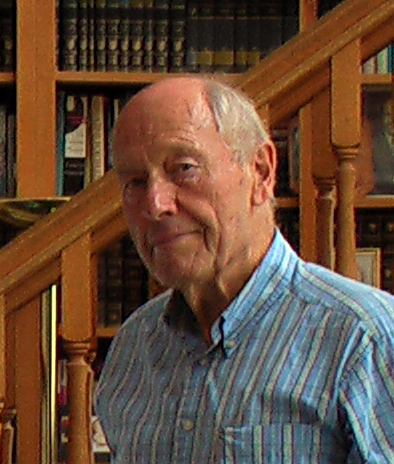
David W. Allan

David Wayne Allan (* 25. September 1936 in Mapleton (Utah)) ist ein US-amerikanischer Physiker, bekannt für Beiträge zu Atomuhren.
Allan studierte Physik an der Brigham Young University mit dem Bachelor-Abschluss 1960 und an der University of Colorado mit dem Master-Abschluss 1965. Ab 1960 war er in der Abteilung Frequenz- und Zeitstandards des National Bureau of Standards (NBS, später NIST) in Boulder in Colorado. 1979 bis 1988 war er Leiter der Time and Frequency Coordination Group. 1992 ging er offiziell in den Ruhestand (als Senior Scientist) und zog nach Utah (Fountain Green (Utah)).
Ab 1962 arbeitete er am einheitlichen Zeitstandard der USA, den er auch mit internationalen Zeitstandards koordinierte, als Leiter der entsprechenden Gruppe des NIST. Der von ihm 1968 geschriebene Zeitmessungsalgorithmus ist nach wie vor Basis der Zeitstandards des NIST und der Koordinierten Weltzeit (UTC, über den Algorithmus Algos, der Ideen des Algorithmus von Allan benutzt). Ein Maß für die Frequenzstabilität in Uhren und Oszillatoren ist nach ihm benannt (Allan-Varianz oder two sample variance).
1968 erhielt er die Silbermedaille des Handelsministeriums der USA für Beiträge zu den atomaren Zeitstandards des NBS und zum Verständnis der Statistik von Standards für Atomfrequenzen. 1976 erhielt er den IR-100 Award. Außerdem erhielt er einen Air Force Invention Award. Er war Mitherausgeber der Zeitschrift Frequency & Time des IEEE.
Er war Berater der indischen Regierung in New Delhi (für das UN Development Program 1981) und Gastprofessor in China (1982) und Italien (Istituto Elettrotecnico Nazionale Galileo Ferraris in Turin, 1969) sowie 1987 in Israel (National Physical Laboratory). 1985 war er Gastwissenschaftler beim Symposium der International Astronomical Union in Leningrad. Er beriet auch in Fragen der Atomzeit bei der Einführung des Global Positioning Systems in den USA und beim Deep Space Network (DSN). 
1984 erhielt er den I. I. Rabi Award.
Er ist seit 1959 verheiratet und hat sieben Kinder. Allan ist Mormone.